# Befreiung (Zeitschrift)
Befreiung war der Titel zweier deutschsprachiger anarchistischer Zeitschriften von 1948 bis 1997, erschienen in Mülheim an der Ruhr (1948 bis 1978) und in Graz (Österreich, 1976 bis 1997).

## Mülheim an der Ruhr (1948 bis 1978)
Diese Zeitschrift erschien mit wechselnden Untertiteln, 1948: Sozialrevolutionäre Blätter, 1950: Zeitschrift der Unabhängigen Arbeiter-Union, 1952: Anarchistisches Organ. Nach 1952 Organ der Föderation deutscher Anarchisten und Blätter für anarchistische Weltanschauung. Mit 31 Jahrgängen dürfte Befreiung nach der Graswurzelrevolution und der Direkte Aktion die wohl am längsten erschienene anarchistische Publikation in deutscher Sprache gewesen sein. Dem Erscheinen der Zeitschrift ging ein Rundschreiben im Jahr 1947 von Willy Huppertz voraus. Die Auflage der Befreiung schwankte zwischen 150 und 300 Exemplaren. Inhaltlich war das Blatt gegen (erneuten) Faschismus und kommunistische Staatsdiktatur sowie gegen alle Notstandsgesetze (1967). Herausgeber waren Willy Huppertz (1948), die Unabhängige Arbeiter-Union (1951), die Anarchistische Vereinigung Berlin (1959), das Anarcho-Syndikat in Köln (1973) und Ralf Stein. Viele Ausgaben enthielten Thema-Beilagen, welche die Inhalte einzelner Hefte ergänzten: Räte-System oder freie Gewerkschaft (Willy Huppertz), Was ist menschlich-soziale Freiheit (Ferdinand Groß). 1949 eine Diskussionsbeilage „für alle Anti-Staatlich, frei-sozialistische Menschen und Bewegungen“. Das anarchistische Blatt Der junge Antiautoritäre wurde 1948 von Huppertz und Uwe Timm herausgegeben und als Beilage der Befreiung mitgeliefert. Offiziell erschien „Der junge Antiautoritäre“ kurzfristig von 1954 bis 1955. In der Nr. 1 von 1950 war als Beilage das Rundschreiben Paris der „Kommission der anarchistischen Internationale“ (C.R.I.A.) beigefügt. 
Wegen Unterstützung der Baader-Meinhof-Gruppe wurden am 7. Februar 1972 in Köln und Mülheim an der Ruhr verschiedene Ausgaben der Zeitschrift inklusive Vertriebsmaterialien konfisziert. 1975 wurde Ralf Stein als verantwortlicher Herausgeber und Redakteur wegen Volksverhetzung, Verunglimpfung der Bundesrepublik Deutschland und Unterstützung der „Baader-Meinhof-Gruppe“ zu einem Jahr Gefängnis ohne Bewährung verurteilt. Von Günther Freitag, Brigitte Sehlz, U. Timm, Daniel Cohn-Bendit, Michael Grüttner, Hugo Prägel und anderen erschienen in der ebenfalls anarchosyndikalistisch orientierten Zeitschrift Beiträge. Von Januar 1949 bis April 1950 erschien in Berlin von dem Herausgeber Rudolf Oestreich die Publikation Der freie Arbeiter, diese Zeitschrift fusionierte im Mai 1950 mit der Mülheimer Befreiung. Die anarchistischen Vereinigten Blätter wurden von Willy Huppertz und Rudolf Oestreich (1950 bis 1951) redigiert und waren durch die Zusammenlegung von Befreiung und Der freie Arbeiter entstanden. Die gemeinsame Fusion schlug fehl und lediglich Befreiung erschien weiterhin.

## Graz (1976 bis 1997)
Vorgänger der Grazer Befreiung war eine Flugschrift, die Informationen der herrschaftslosen Sozialisten-Anarchisten von den Herausgebern Reinhard Umek und Ferdinand Groß (1908–1998). In einer Auflage von 1000 Exemplaren wurden die drei erschienen Flugschriften kostenlos verteilt und drucktechnisch wie auch inhaltlich als „Übungsblatt“ benutzt. Mit dem Titel Befreiung-Köln wurde eine in wenigen Exemplaren veröffentlichte Null-Nummer gedruckt, welche auch die Jahrgänge der Kölner Zeitschrift übernommen hatten. Ziel war eine eigene Zeitschrift was in der Befreiung Graz resultierte. Das Freiheitlich-Sozialistische Magazin erschien vierteljährlich mit einer Auflage zwischen 500 und 1.500 Exemplaren. In der Nr. 9 von 1976, Seite 20, wurde das Selbstverständnis der Zeitschrift formuliert, Befreiung vertritt die Idee des kommunistischen Anarchismus, sie enthält aktuelle und theoretische Artikel. Sie bringt stets Abhandlungen über den Anarchismus, seine Geschichte, Ziele und Grundsätze. Das Magazin sah sich in der Tradition von der von Pierre Ramus edierten Zeitschrift Erkenntnis und Befreiung (1918–1933) sowie die von W. Huppertz und anderen herausgegebene Befreiung (Mülheim an der Ruhr). Herausgeber waren Reinhard Umek, Eberhard Riedel und Ferdinand Groß. Groß wurde aufgrund von Artikeln zweimal verurteilt. In der Nr. 1 stand ein Text von Johann Most, Die Gottespest und die Religionsseuche. Dies war nach dem damaligen österreichischen Strafgesetzbuch, Paragraph 188, eine „Herabwürdigung und Verspottung einer bestehenden Glaubensgemeinschaft“. Die „Befreiung“ enthielt Texte und Artikel von Pierre Ramus, Francisco Ferrer, Eberhard Riedel, Johann Wolfgang von Goethe, Klaus Haag, Albert Einstein, Peter Bernhardi, Willy Huppertz, George Hepp, Christa Hacker, Heiner Koechlin, Helene Krammer, Erich Mühsam, Peter Kropotkin, Errico Malatesta, Kurt Zube, Horst Stowasser, Augustin Souchy und anderen.

## Weiterführende Literatur

### Bücher
- Günter Bartsch: Anarchismus in Deutschland. 1945–1965. Band 1, Seite 57–58. Fackelträger-Verlag, Hannover 1972. ISBN 3-7716-1331-0
- Holger Jenrich: Anarchistische Presse in Deutschland 1945–1985 (Dissertation an der Philosophischen Fakultät der Westfälischen Wilhelms-Universität Münster). Libertäre Wissenschaft, Band 6. Trotzdem Verlag, Grafenau-Döfflingen 1988. ISBN 3-922209-75-0
- Gerda Fellay, Reinhard Müller (Hrsg.): Aus dem Leben eines österreichischen Anarchisten und Antimilitaristen. Ferdinand Groß (1908–1998). Editions Entraide/Verlag Gegenseitige Hilfe, Lausanne 2000, ISBN 3-906261-04-2

### Zeitschriften
- Holger Jenrich: Geschichte der anarchistischen Zeitschrift „Befreiung“. In: Schwarzer Faden, Nr. 28